# Sasytka Roma
Sasytka Roma (dosłownie: „Romowie niemieccy”) – grupa językowo-etnograficzna narodu romskiego, żyjąca głównie w Polsce oraz Republice Federalnej Niemiec.
Stanowią niedużą liczebnie społeczność, mówiącą dialektem północno-wschodniej gałęzi języka romani. Ich etnogeneza związana jest z grupą Polska Roma, od której pochodzą, oddzieliwszy się w XIX wieku w wyniku oddziaływania kultury niemieckiej na terenach zaboru pruskiego. Do dziś jednak obie grupy łączy nie tylko podobny dialekt, lecz także wspólne rozumienie zasad Romanipen oraz uznawanie tradycyjnego zwierzchnictwa Szero Roma. Tradycyjnie są wyznawcami katolicyzmu lub luteranami.